# The Tides
The Tides, ook bekend als het Lakeshore East Building 1-F, is een wolkenkrabber in Chicago, Verenigde Staten. De bouw van de woontoren, die staat aan 360 East South Water Street, begon in 2006 en werd in 2008 voltooid. Het kostte $ 60.000.000.

## Ontwerp
The Tides is ontworpen door Loewenberg + Associates en is 152,35 meter hoog. De woontoren telt 51 verdiepingen en 6 liften en is in een modernistische stijl ontworpen. Het bevat onder andere een fitness school, een buitenzwembad, een zonnedek en een zakencentrum.
Het gebouw bevat 608 appartementen en heeft een parkeergarage met 397 plaatsen. Daarnaast heeft de toren een totale oppervlakte van 70.571 vierkante meter, waarvan ongeveer 446 vierkante meter voor detailhandel gebruikt..